# Penstemon gracilentus
Espèce
Penstemon gracilentus  est une espèce de plantes de la famille des Plantaginacées, originaire d'Amérique du Nord. Elle est connue sous le nom de Slender Beardtongue en anglais. 

## Description
Cette espèce est pérenne et qui peut atteindre 50cm de hauteur. Les fleurs sont généralement de couleur violette.